# نوگرایی اسلامی
نوگرایی اسلامی یا مدرنیسم اسلامی (به انگلیسی: Islamic Modernism) حرکتی است که تحت عنوان «اولین پاسخ ایدئولوژیکی مسلمانان» توصیف شده‌است، که تلاش می‌کند کیش اسلامی را با ارزش‌های غربی همچون ملی‌گرایی، دموکراسی، حقوق مدنی، عقلانیت، برابری، و پیشرفت آشتی بدهد. نوگرایی اسلامی در انجام یک «بازپرسی نقادانه از مفاهیم سنتیِ متعارفی و متدهای فقه» و رویکردی جدید به الهیات اسلامی و تفسیر قرآن نقش عمده دارد.

## نظر اجمالی

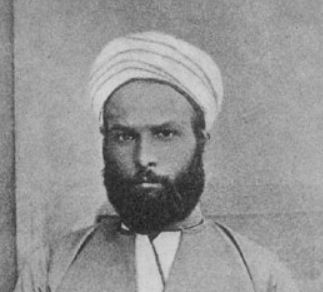
فقیه اسلامی مصری و نوگرای اسلامی محمد عبده.

### سلفی‌گرایی و نوگرایی
خاستگاه‌های سلفی‌گرایی در «جنبش سلفی» سید جمال‌الدین اسدآبادی و محمد عبده توسط مؤلفان بسیاری مورد ذکر قرار گرفته‌است، اگرچه دیگریان می‌گویند نوگرایی اسلامی فقط سلفی‌گرایی معاصر را تحت تأثیر قرار داشته‌است.

## نوگرایان اسلامی
با این که همه اشخاصی که در پایین نام برده شدند از جبنش‌های ذکر شده بالا نیستند، همه‌شان کم و بیش تفکر و/یا رویکرد نوگرایانه را به اشتراک دارند:
- سید محمود طالقانی (ایران)
- علی شریعتی (ایران)
- چراغ علی (هند)
- فرج فوده (نئومدرنیست) (مصر)
- جمال‌الدین اسدآبادی (افغانستان یا ایران)
- محمود محمد طه (نئومدرنیست) (سودان)
- محمود شلتوت (مصر)
- محمود طرزی (افغانستان)
- مالک بن نبی (الجزایر)
- محمد الغزالی (مصر)
- محمد عبده (مصر)
- اقبال لاهوری (هند، سپس پاکستان)
- محمد الطاهر بن عاشور (تونس)
- موسی جارالله بیگیف (روسیه)
- قاسم امین (مصر)
- محمد رشید رضا (مصر)
- شبلی نعمانی (هند)
- سید احمد خان هندی (هند)
- سید امیر علی (هند)

### نوگرایان معاصر
- عبدالوهاب مدب (فرانسه)
- محمد طاهر القادری (پاکستان)
- صهیب بن شیخ (فرانسه)
- طارق رمضان (سوئیس)
- وحید الدین خان (هند)